# Einsteinstraße (Radebeul)
Die Einsteinstraße ist eine etwa 500 Meter lange Innerortsstraße der sächsischen Stadt Radebeul, gelegen in der Ursprungsgemarkung Alt-Radebeul. Die Straße war im Mittelalter Teil der Altstraße Rennsteig, die auf Radebeuler Gebiet an der Furt bei Altserkowitz begann, auf der Serkowitzer Straße am Dorfkern von Radebeul (Am Kreis) vorbeilief und dann nach der Einsteinstraße durch die Junge Heide nach Klotzsche weiterlief.

## Bebauung

Partie a. d. König Friedrich August Park, Ansichtskarte um 1910. Blick über die Einsteinstraße auf das Eckhaus Nr. 28 zur Lessingstraße mit der heute abgegangenen Turmlaterne.

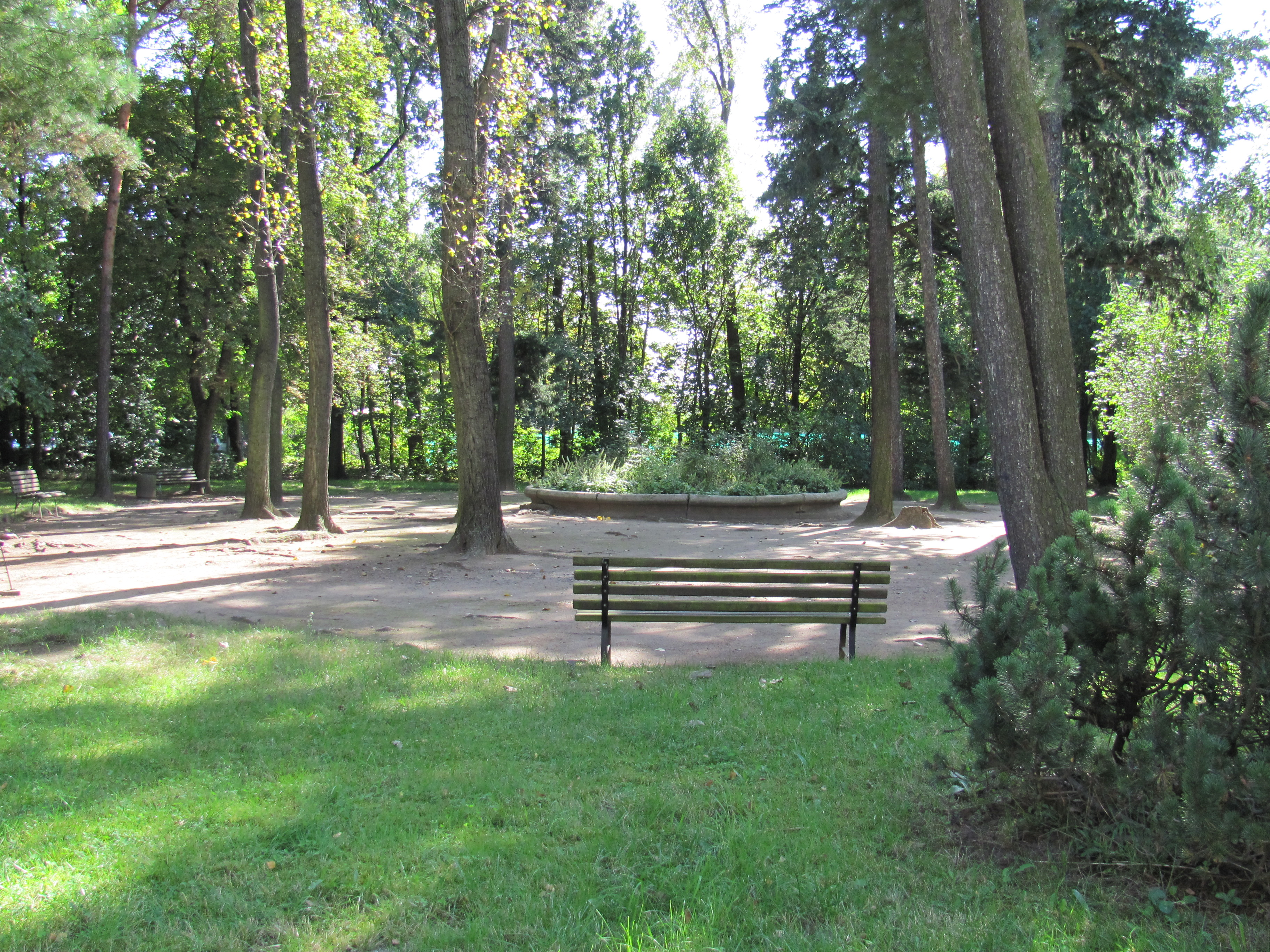
Brunnenschale Einsteinstraße (Radebeul), im ehemaligen Waldpark Radebeul-Ost, heute wieder Dresdner Flur. Von der Straße aus gesehen

Einige Kulturdenkmale liegen entlang der Straße und sind daher in der Liste der Kulturdenkmale in Radebeul (Gemarkung) aufgeführt, teilweise auch mit Querstraßenadresse:
- Karl-Marx-Straße 1, Nr. 2, Nr. 6, Nr. 8, Nr. 9, Nr. 12, Nrn. 14/14a, Nr. 16, Nr. 20, Nr. 22, Nr. 23, Nr. 24, Nr. 26, Nr. 28, Nr. 29, Hertwig-Bünger-Heim (Nr. 30/Lessingstraße 1)

Der Garten zur denkmalgeschützten Villa Einsteinstraße 16/Ecke Goethestraße ist selbst auch ein Kulturdenkmal, ein Werk der Landschafts- und Gartengestaltung.
Zudem wird die Straße selbst im Dehio-Handbuch erwähnt.
Anfang des 20. Jahrhunderts schloss sich an der Einsteinstraße der Waldpark Radebeul-Ost (ehem. König Friedrich August Park), dessen Areal von Radebeul gepachtet und zum Wald- und Erholungspark umgebaut worden war. Heute ist der Park größtenteils aufgelassen und wieder Teil der Dresdner Flur. Die Fontänenschale aus dem historischen Foto existiert heute noch; sie ist bepflanzt und wird von Ruhebänken umstanden.

## Benamung
Die Straße war im Mittelalter Teil des Rennsteigs von der Furt bei Serkowitz bis nach Bühlau. Später trug der Straßenzug auch den Namen Langer Weg.
Um 1900 erhielt die Straße den Namen Moltkestraße, der 1945 in Einsteinstraße umgewidmet wurde, zu Ehren des Physikers Albert Einstein.

## Anwohner
Der Chemiker Friedrich Ernst Todtenhaupt wohnte 1915 in der Mietvilla Einsteinstraße 9.
Der Botaniker und Ornithologe Friedrich A. Bäßler wohnte die letzten Lebensjahre in der Mietvilla Einsteinstraße 12.